# Transformers: The Last Knight
Transformers: The Last Knight (eller Transformers 5) är en amerikansk science fiction- och actionfilm från 2017, baserad på Transformers-leksakerna. Det är den femte delen i Transformers-filmserien och en direkt uppföljare till Transformers: Age of Extinction från 2014. Filmen är regisserad av Michael Bay och i filmen medverkar skådespelarna Mark Wahlberg, Stanley Tucci, Josh Duhamel, Tyrese Gibson och John Turturro. Detta kommer att vara den femte och sista Transformers-filmen som Michael Bay regisserar. Filmen hade premiär 21 juni 2017 i USA och 24 juni i Sverige.

## Skådespelare i urval
- Mark Wahlberg
- Josh Duhamel
- Stanley Tucci
- Anthony Hopkins
- Laura Haddock
- Isabela Moner
- Jerrod Carmichael
- Santiago Cabrer
- John Turturro
- Glenn Morshower